# Svinica
Svinica (en polaco: Świnica) es una montaña en la cresta principal de los Altos Tatras, en la frontera entre Polonia y Eslovaquia. El pico principal se encuentra en 2.301 metros sobre el nivel del mar. Un sendero marcado conduce a través de la cumbre. El nombre polaco: Świnica (forma derivada de un cerdo o puerco) se le dio a esta cumbre a mediados del siglo XIX. Probablemente se refiere a la semejanza del pico a la silueta de un cerdo. Otra explicación, dudosa, es que la cumbre presenta muchas dificultades para su acceso.